# Zgornje Vogliče
Zgornje Vogliče (nemško Oberwinklern) je naselje v Občini Vrba na Koroškem v Okraju Beljak-dežela na Koroškem v Avstriji.